# レバーケーゼ

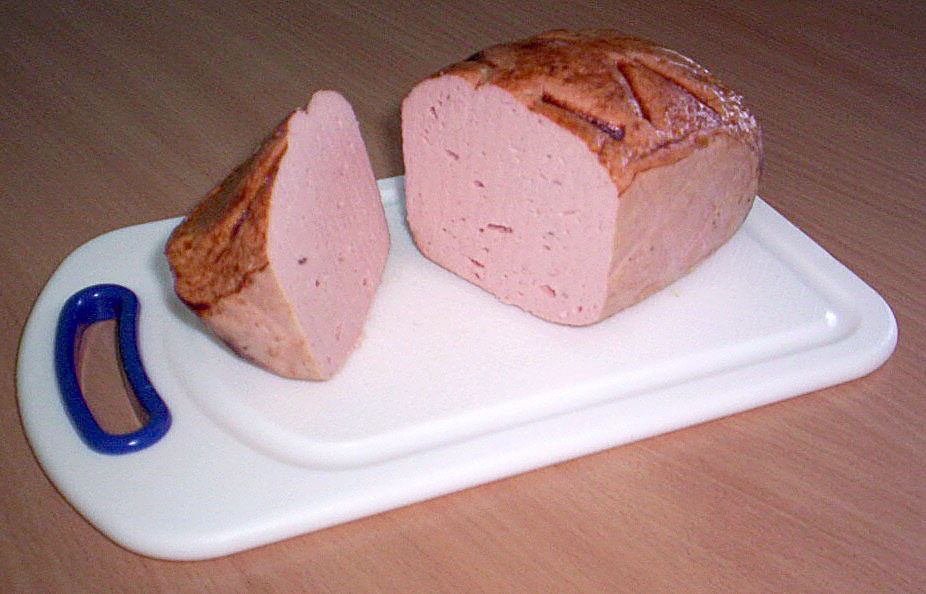
レバーケーゼ

レバーケーゼ（独：Leberkäse、一部地域ではレバーケース Leberkäs またはレバーカース Leberkas）は、ひき肉と香味野菜およびスパイスを長方形の型に入れて蒸し焼きにした食品であり、ドイツ南部、オーストリア、スイスの一部でみられる。レバーケーゼという名称はレバー「レバー (Leber)」とチーズ「ケーゼ (Käse)」を連想させるが、もともとは古高地ドイツ語で余りものを意味する「ライバ (laiba) 」と、型「カステン (Kasten)」が変化した方言「ケーゼ (Käse)」とに由来する。後述のようにレバーが用いられる場合もあるものの、バイエルン地方やシュトゥットガルト地方など一部にとどまる。南ドイツからオーストリアにかけてはフライシュケーゼ（独：Fleischkäse）とも呼ばれ、フライシュは肉を意味する。
ミートローフの一種とされているが、アメリカのミートローフより緻密で、硬い仕上がりとなる。
一般的な製法では、細かく挽いた牛肉・豚肉にタマネギなどをみじん切りにした物、それにスパイスを加えて、パウンドケーキのような形に蒸し焼きにする。地方により全体の 4%–5% の量のレバーを混ぜる。地方や店舗によりさまざまな製法があり、肉類の種類・配分の他、野菜などの具材やスパイス・ハーブの組合せも多様である。チーズを混ぜ込むバリエーションもあり、その場合にはエメンタールチーズやマウンテンチーズなど、高温でも溶けにくい種類のチーズが適している。レストランやカフェのほか、精肉店の軽食コーナーでも提供される。
また、日本の新聞社・朝日新聞が2019年9月22日に報じたオクトーバーフェストの記事の中では、ひき肉の代わりに大豆由来の食材を使ったレバーケーゼについて触れられている。

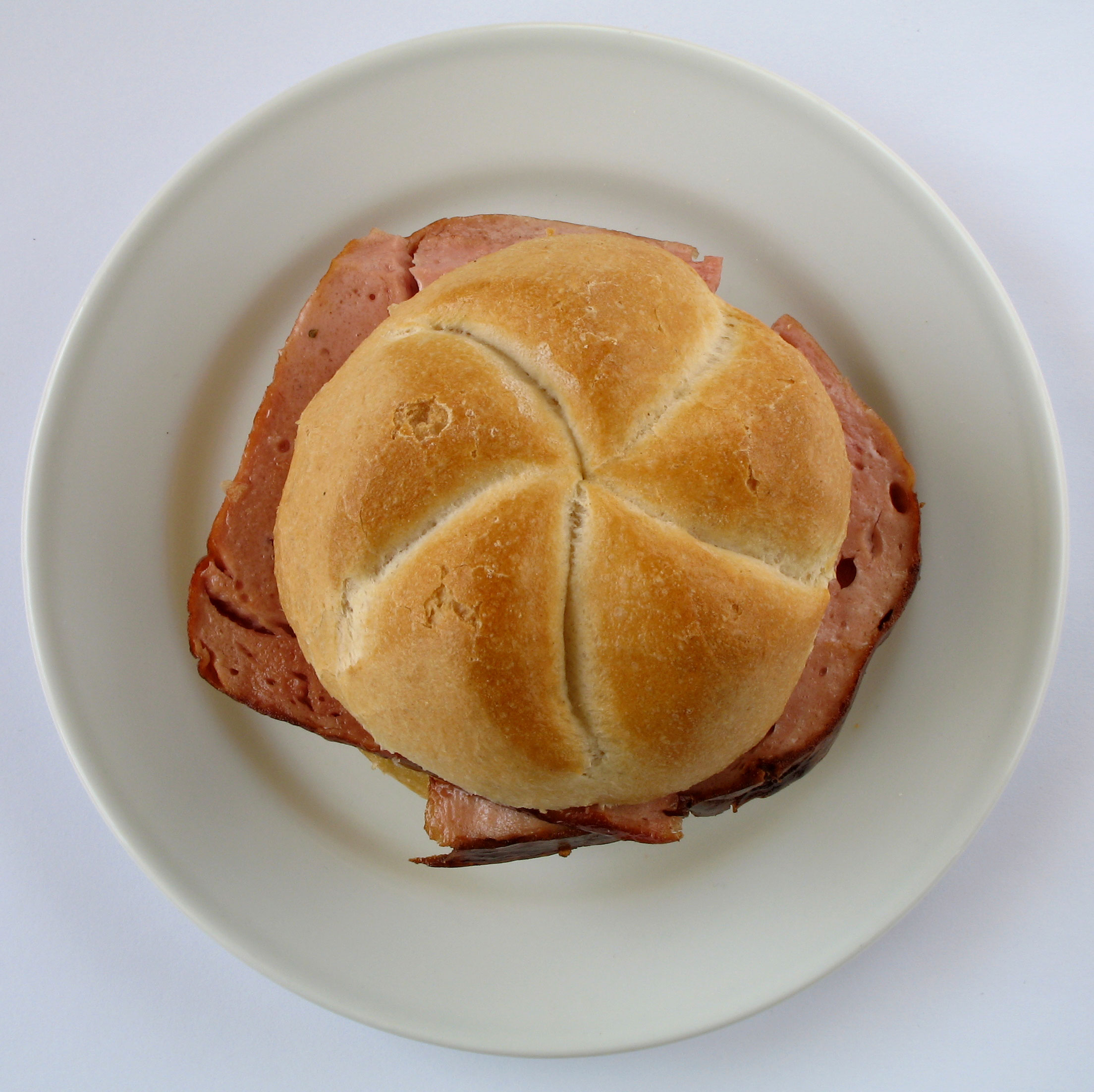
レバーケースゼンメル

薄切りにしてロールパンの一種であるカイザーゼンメル (Kaisersemmel) に挟んだものはレバーケースゼンメル (Leberkässemmel) と呼ばれ、バイエルンやオーストリアではファストフードの定番である。パンはカイザーゼンメルのようなハードな小麦パンが好んで用いられるが、手に入らない場合は小型のフランスパンに挟んだり、田舎風フランスパン（パン・ド・カンパーニュ）を切った物を使ってもよい。